# Sar Posht
Sar Posht (persiska: سر پشت) är en ort i Iran.   Den ligger i provinsen Kerman, i den sydöstra delen av landet, 1 000 km sydost om huvudstaden Teheran. Sar Posht ligger 1 825 meter över havet och antalet invånare är 124.
Terrängen runt Sar Posht är huvudsakligen kuperad, men söderut är den bergig. Runt Sar Posht är det glesbefolkat, med 14 invånare per kvadratkilometer. Närmaste större samhälle är Derījān, 12,2 km sydost om Sar Posht. Omgivningarna runt Sar Posht är i huvudsak ett öppet busklandskap.